# (pronounced 'lĕh-'nérd 'skin-'nérd)
Albums de Lynyrd Skynyrd
Second Helping
(1974)
Singles
1. Gimme Three Steps
Sortie : novembre 1973
2. Free Bird
Sortie : novembre 1974

(pronounced 'lĕh-'nérd 'skin-'nérd), souvent abrégé en Pronounced, est le premier album du groupe de rock sudiste américain Lynyrd Skynyrd. Il est sorti le 13 août 1973 sur le label MCA Records. Produit par Al Kooper, il contient entre autres Free Bird et Tuesday's Gone, deux des chansons les plus célèbres du groupe.

## Histoire

### Contexte
Avant d'enregistrer son premier album, le groupe répète longuement répété ses chansons dans son local près de Green Cove Springs appelé « Hell House », lors des sessions aux Quinvy Studios où les premières démos sont enregistrées et lors des concerts qu'il donne dans les clubs. Peu de temps avant d'entrer en studio, le bassiste Leon Wilkeson, peu sûr d'être à la hauteur, quitte le groupe. Il est remplacé par le guitariste de Strawberry Alarm Clock, Ed King, qui reprend toutes ses parties de basse qu'il avait écrites.
Après quelques répétitions avec Ed King, le groupe entre avec Al Kooper au Studio One de Doraville en Géorgie. Il ne faut qu’une session lors d'une longue journée pour enregistrer les démos de l’album. Session à propos de laquelle Al Kooper déclare : « Nous avons tout enregistré en une journée, les gars jouaient si bien et avaient si bien répété que même les titres qui ne figurent pas sur l’album furent utilisés pour les faces B des singles.»

### Enregistrement
L'enregistrement de l'album s'étale du 27 mars au 1er mai 1973. Les relations entre le groupe et leur producteur, qui joue (sous le nom de Roosvelt Gook) de la basse sur deux titres (Tuesday's Gone et Mississippi Kid) et de différents claviers sur d'autres chansons, sont tendues. À la fin de l'enregistrement, Ronnie Van Zant demande à Leon Wilkeson de revenir dans le groupe, ce qui permet à Ed King d'en devenir le troisième guitariste.
En juillet 1973, Al Kooper via son label Sounds of South organise une fête à Atlanta pour présenter trois de ses groupes à l'industrie musicale. Lynyrd Skynyrd, qui a écrit la chanson Working for MCA pour l'occasion, est retenu par MCA et signe un contrat de neuf mille dollars que le groupe investit dans de l'équipement.

### Parution et accueil
L'album atteint la 27e place du Billboard 200 et est certifié double disque de platine aux États-Unis le 21 juillet 1987, ce qui correspond à plus de deux millions d'exemplaires vendus. Au Royaume-Uni, il est certifié disque d'argent (plus de 60 000 exemplaires) le 14 février 1978.

## Fiche technique

### Titres
Face 1
| No | Titre             | Auteur                           | Durée |
| -- | ----------------- | -------------------------------- | ----- |
| 1. | I Ain't the One   | Gary Rossington, Ronnie Van Zant | 3:51  |
| 2. | Tuesday's Gone    | Allen Collins, Van Zant          | 7:32  |
| 3. | Gimme Three Steps | Collins, Van Zant                | 4:30  |
| 4. | Simple Man        | Rossington, Van Zant             | 5:57  |

Face 2
| No | Titre           | Auteur                         | Durée |
| -- | --------------- | ------------------------------ | ----- |
| 5. | Things Goin' On | Rossington, Van Zant           | 4:57  |
| 6. | Mississippi Kid | Van Zant, Al Kooper, Bob Burns | 3:57  |
| 7. | Poison Whiskey  | Ed King, Van Zant              | 3:53  |
| 8. | Free Bird       | Collins, Van Zant              | 9:08  |

L'album est réédité en 2001 avec cinq pistes bonus.
| No  | Titre                    | Auteur               | Durée |
| --- | ------------------------ | -------------------- | ----- |
| 9.  | Mr. Banker (démo)        | Rossington, Van Zant | 5:22  |
| 10. | Down South Jukin' (démo) | Rossington, Van Zant | 2:57  |
| 11. | Tuesday's Gone (démo)    | Collins, Van Zant    | 7:55  |
| 12. | Gimme Three Steps (démo) | Collins, Van Zant    | 5:19  |
| 13. | Free Bird (démo)         | Collins, Van Zant    | 11:09 |

### Musiciens

#### Lynyrd Skynyrd
- Ronnie Van Zant : chant

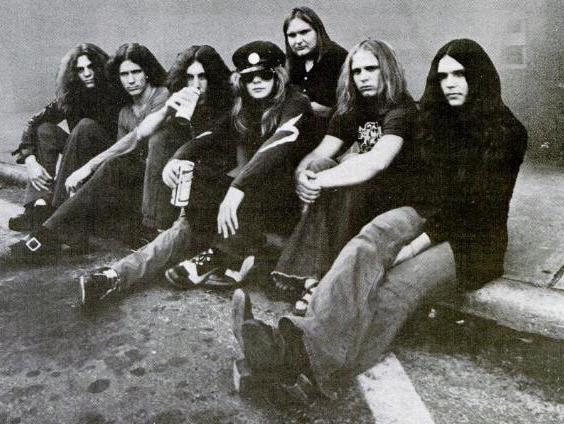
Une des photos prises en 1973 lors du shooting organisé pour la pochette de l'album.

- Gary Rossington : guitare solo (2-5, 7), guitare rythmique (1, 6, 8), guitare slide (8)
- Allen Collins : guitare solo (1, 8), guitare rythmique (2-6)
- Ed King : guitare solo (6), basse (toutes sauf 2 et 6)
- Billy Powell : piano, claviers
- Bob Burns : batterie (toutes sauf 2)
- Leon Wilkeson : arrangements des parties de basse

#### Musiciens supplémentaires
- Al Kooper (Roosvelt Gook) : basse, mellotron et chœurs (2), mandoline et tom basse (6), orgue (4, 7, 8), mellotron (8)
- Robert Nix : batterie, percussions (2)
- Bobbye Hall : percussions (3, 5)
- Steve Katz : harmonica (6)

### Classements et certifications

#### Album
| Pays       | Durée du classement | Meilleur classement |
| ---------- | ------------------- | ------------------- |
| États-Unis | 79 semaines         | 27e                 |
| Canada     | 2 semaines          | 93e                 |

| Pays        | Certification | Ventes      | Date       |
| ----------- | ------------- | ----------- | ---------- |
| États-Unis  | 2 × Platine   | 2 000 000 + | 21/07/1987 |
| Royaume-Uni | Argent        | 60 000 +    | 14/02/1978 |

#### Single
Charts
| Année | Single    | Chart            | Durée du classement | Position |
| ----- | --------- | ---------------- | ------------------- | -------- |
| 1975  | Free Bird | Hot 100          | 20 semaines         | 19e      |
| 1975  | Free Bird | RPM Top Singles  | 4 semaines          | 58e      |
| 1979  | Free Bird | UK Singles Chart | 8 semaines          | 43e      |
| 1982  | Free Bird | UK Singles Chart | 9 semaines          | 21e      |
| 1983  | Free Bird | UK Singles Chart | 4 semaines          | 87e      |
| 1989  | Free Bird | UK Singles Chart | 2 semaines          | 88e      |

Certification
| Single      | Pays        | Certification | Ventes    | Date       |
| ----------- | ----------- | ------------- | --------- | ---------- |
| "Free Bird" | Royaume-Uni | Or            | 400 000 + | 11/01/2019 |